# Haaren
Pour les articles homonymes, voir Haaren (homonymie).
Haaren est une ancienne commune et un village des Pays-Bas de la province du Brabant-Septentrional.

## Localités
- Biezenmortel (1 498)
- Esch (2 225)
- Haaren (5 584)
- Helvoirt (4 741)

(Population en 2003)

## Histoire
Haaren a été une commune indépendante jusqu'au 1er janvier 2021, date de son rattachement à la commune de Oisterwijk.